# ケンブリッジ・テクノロジー・パートナーズ
ケンブリッジ・テクノロジー・パートナーズ株式会社（英文社名：Cambridge Technology Partners Limited）は、東京都港区に所在するコンサルティング企業である。

## 沿革
- 1984年（昭和59年） マサチューセッツ工科大学（Massachusetts Institute of Technology）の2名の教授がCambridge Technology Group（CTG）を設立。UNIXトレーニングサービスの提供を開始。
- 1986年（昭和61年） UNIXアプリケーション用の短期プロトタイプ開発の成功により、アプリケーション開発のコンサルティングサービスの提供を開始。
- 1991年（平成3年） CTGからコンサルティング部門が独立し、コンサルティング&ソフトウェア開発会社として米国マサチューセッツ州ケンブリッジ市にケンブリッジ・テクノロジー・パートナーズを設立。
- 1997年（平成9年） 東京に日本法人を設立。ERP、CRM、Eビジネス領域におけるサービスの提供を開始。
- 2001年（平成13年） 米国ノベル社と併合。
- 2006年（平成18年） 日本法人が日本ユニシス傘下へ。
- 2018年（平成30年） 江東区から港区赤坂にオフィス移転。
- 2019年（令和元年）Adobe Symposium 2019でMarketo Champion (Marketing Team of the Year)を受賞[2]。
- 2019年（令和元年） アメリカ合衆国カリフォルニア州トーランスに北米法人を設立[3]。

## 理念

### ミッション
- ケンブリッジは「世の中を変えるファシリテータ－」である ～Facilitate Positive Change～

### ビジョン
- 世界中のプロジェクトの常識を変える ～Create a New Paradigm for Projects～
- 変革をリードする人材で溢れた社会を作る  ～Produce Change Leading Talent～
- 世界中の仲間とつながり、成功のためのハブとなる  ～Connect Global Partners for Success～
- 変化の激しいテクノロジーを使いこなす  ～Make Technology Work～

## 特徴

### ファシリテーション型コンサルティング[4]
ファシリテーション型コンサルティングとは、ソリューションの提供ではなく、顧客自らが変革することを支援する、コンサルティングのスタイルである。
ケンブリッジでは、コンサルティングのスタイルを、「提供される専門性」と「顧客との関わり方」で以下のように分類している。

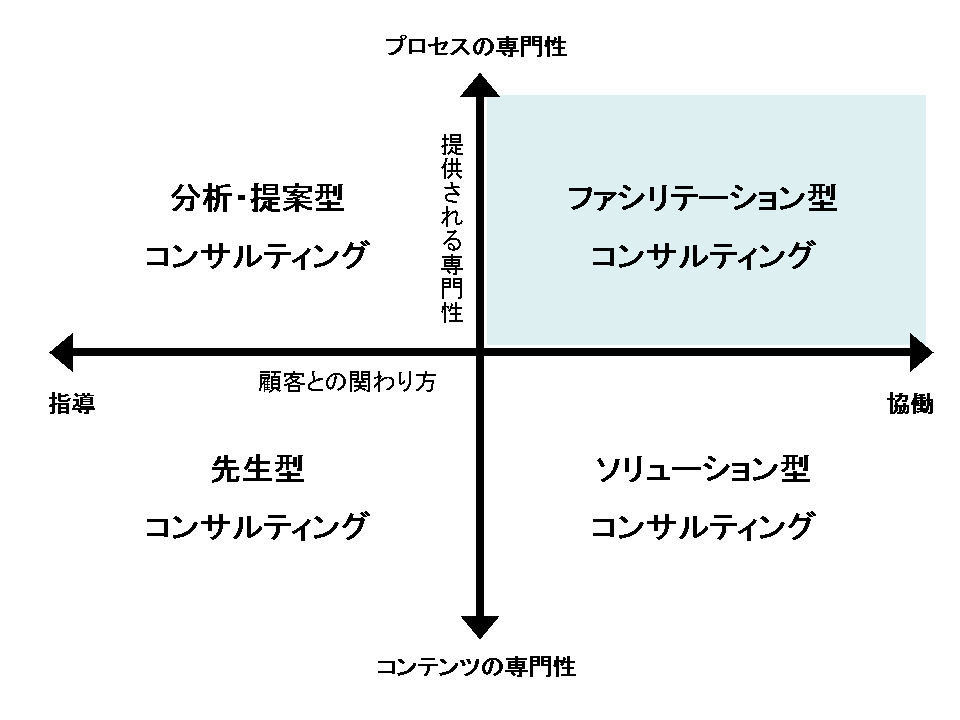
ケンブリッジのコンサルティングスタイルの分類方法

先生型はコンサルタントの専門知識を生かした提案をするが、提案内容を実現するかどうかは顧客次第である。一方、ソリューション型は、コンサルタントがソリューションの導入をおこなう。しかし、自社のソリューションを前提にしている場合が多いため、顧客が必要とする解決策との適合度が必ずしも高くない場合がある。
また、分析・提案型は、顧客に合わせた課題解決のための施策を提案するが、先生型同様、提案内容の実現にコンサルタントの関与は少ない。
これに対し、ケンブリッジが標榜しているファシリテーション型コンサルティングは、一般的に会議の手法として知られているファシリテーションを、コンサルティングに活用したスタイルのことである。これはファシリテーションの「参加者の関与を促し、主体性を引き出し、全体での合意形成に重点を置く」という考え方をプロジェクトの遂行に応用したものである。ステークホルダー全員が意思決定の過程に参加することで、主体的にプロジェクトに関わる姿勢を引き出す。

### カルチャー

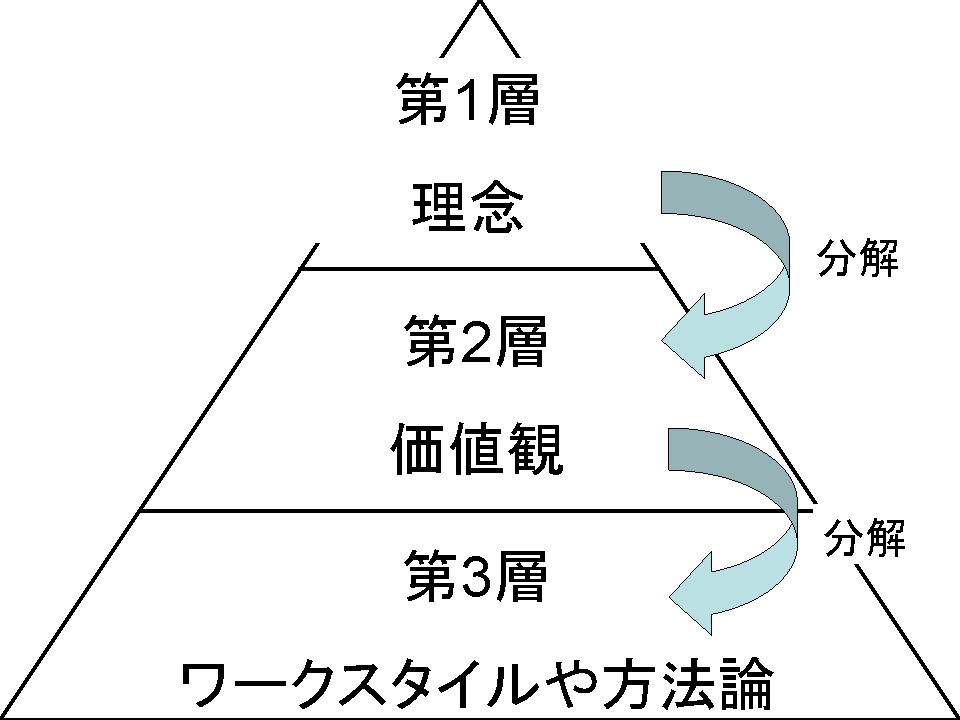
ケンブリッジにおけるカルチャーの分解構造

ケンブリッジでは、カルチャーを競争力の源泉であると明確に位置づけている。理念、価値観と、ワークスタイルや方法論を関連付け、日々の仕事で実践している。
特に価値観（FROGBB、6コアバリュー）に関しては、実際の行動に照らし合わせて細分化することで、社員の評価基準として根付いている。

#### FROGBB
- FAST

私たちは、時間軸が大切だと考えています。
- RIGHT

私たちは、お客様にとって正しいことは何かを常に追及しています。
- OPEN

私たちは、お客様にオープンであることを前提としています。
- GUARANTEED

私たちは、納期とコストを約束します。
- BUSINESS CASE

私たちは、投資対効果や企業価値の向上を常に考えて行動します。
- BEHAVIORAL FOCUS

私たちは、誠実に行動します。

#### 6 コアバリュー
1. 主体的である（Take Initiative）
2. 献身的である（Dedication）
3. 柔軟である／オープンである（Flexibility／Openness）
4. 敬意をもって接する（Respect）
5. 誠実である（Honesty）
6. 信頼を得る（Trust）

### 一貫性
業務変革の構想策定から施策の実施・導入まで支援を行う。上流から下流まで、同じメンバーが一貫したサービスを提供している。

### 中立性
ケンブリッジでは特定の製品販売を行わないことで、プロジェクトの状況に合わせた対応ができると考えている。特定のベンダーに縛られることなく、製品を選択している。

### スピード導入サービス
80-20の法則に基づき、より効果の高い部分に絞り込むことで、短期間での導入を実現している。

### 納期・価格保証
納期と価格を事前に合意し、保証するサービスを提供している。

## 主な出版物
- 白川克 『システムを作らせる技術　エンジニアではないあなたへ』（日本経済新聞出版社、2021年）ISBN 4532323991
- 榊巻亮『ファシリテーション型業務改革 ストーリーで学ぶ次世代プロジェクト』（日本経済新聞出版社、2020年）ISBN 4532323517
- 榊巻亮『世界で一番やさしい資料作りの教科書』（日経BP社、2019年）ISBN 4296103946
- 白川克『リーダーが育つ変革プロジェクトの教科書』（日経BP社、2018年） ISBN 4296101358
- 榊巻亮『世界で一番やさしい会議の教科書　実践編』（日経BP社、2018年） ISBN 4822257223
- 榊巻亮『抵抗勢力との向き合い方』（日経BP社、2017年） ISBN 4822238482
- 榊巻亮『世界で一番やさしい会議の教科書』（日経BP社、2015年） ISBN 4822271781
- 白川克『会社のITはエンジニアに任せるな! - 成功率95.6%のコンサルタントがIT嫌いの社長に教えていること』（ダイヤモンド社 、2015年）ISBN 4478067589
- 白川克、榊巻亮 『業務改革の教科書 - 成功率9割のプロが教える全ノウハウ』（日本経済新聞出版社、2013年）ISBN 4532319021
- 影山明『プロジェクトを変える12 の知恵 - ケンブリッジ式ファシリテーション - 』（日経BP社、2011年）ISBN 4822262464
- 関尚弘、白川克『プロジェクトファシリテーション ～クライアントとコンサルタントの幸福な物語』（日本経済新聞出版社、2009年）ISBN 4532314712
- ケンブリッジ・テクノロジー・パートーナーズ『スピード会議のつくり方』（あさ出版、2005年）ISBN 978-4860631154